# Amateurliga Rheinland 1952/53
Die 1. Amateurliga Rheinland 1952/53 war die erste Saison der höchsten Amateur-Klasse des Fußballverbandes Rheinland unter der Bezeichnung 1. Amateurliga. Sie löste die mehrgleisige Landesliga Rheinland als höchste Amateurklasse ab und war eine Vorgängerin der heutigen Rheinlandliga.
Die 1. Amateurliga stellte bis 1963 den Unterbau zur 2. Liga Südwest dar und war somit in der Gesamtligen-Hierarchie drittklassig. In den Spielzeiten 1956/57 bis 1962/63 spielte die Liga in zwei Staffeln (Ost und West). Zwischen den beiden Staffelsiegern wurde der Rheinlandmeister ermittelt. Mit Einführung der Regionalliga Südwest als zweithöchste Spielklasse ab der Saison 1963/64 wurde die Amateurliga Rheinland wieder in einer Staffel zusammengefasst. Ab der Spielzeit 1974/75 fungierte die Liga als Unterbau zur neu eingeführten 2. Fußball-Bundesliga, wobei der Rheinlandmeister gegen die Meister der Verbandsliga Südwest und der Verbandsliga Saar in einer Aufstiegsrunde einen Aufsteiger in die Südstaffel der 2. Bundesliga ermittelte. Ab der Saison 1978/79 wurde als höchste Amateurspielklasse die Oberliga Südwest (wieder-)eingeführt und diese Spielklasse in „Verbandsliga Rheinland“ umbenannt und war seitdem nur noch viertklassig.

## Abschlusstabelle
Rheinlandmeister wurde die SpVgg Bendorf. In der Aufstiegsrunde zur 2. Liga Südwest belegte Bensdorf den letzten Platz musste in der Liga verbleiben. Der FC Urbar nahm als Rheinland-Vertreter an der Deutschen Fußball-Amateurmeisterschaft 1953 teil, kam aber über die Gruppenphase nicht hinaus.
Der SV Remagen, der TuS Mayen, der SV Trier-West und die SG Betzdorf mussten nach dieser Saison in die 2. Amateurliga absteigen. Für die nachfolgende Saison 1953/54 kamen Grün-Weiß Vallendar, der SV Wittlich, der TuS Montabaur und der VfL Brohl als Aufsteiger aus den 2. Amateurligen
Germania Mudersbach wechselte nach dieser Saison in die Landesliga Westfalen.
| Pl. | Verein              | Sp. | Tore  | Punkte |
| --- | ------------------- | --- | ----- | ------ |
| 01. | SpVgg Bendorf       | 30  | 76:32 | 44:16  |
| 02. | FC Urbar            | 30  | 77:41 | 39:21  |
| 03. | VfL Trier           | 30  | 81:62 | 38:22  |
| 04. | SpVgg Neuwied       | 30  | 77:57 | 37:23  |
| 05. | SC Wirges           | 30  | 80:57 | 35:25  |
| 06. | SV Niederlahnstein  | 30  | 52:44 | 34:26  |
| 07. | SV Ehrang           | 30  | 73:59 | 33:27  |
| 08. | Germania Mudersbach | 30  | 76:58 | 31:29  |
| 09. | TuS Konz (A)        | 30  | 68:68 | 27:33  |
| 10. | SSV Heimbach-Weis   | 30  | 55:57 | 26:34  |
| 11. | SpVgg Zewen 1920    | 30  | 54:73 | 26:34  |
| 12. | VfB Lützel (A)      | 30  | 49:73 | 24:36  |
| 13. | SV Remagen          | 30  | 47:73 | 23:37  |
| 14. | TuS Mayen           | 30  | 47:81 | 22:38  |
| 15. | SV Trier-West       | 30  | 51:89 | 22:38  |
| 16. | SG 06 Betzdorf      | 30  | 52:91 | 19:41  |